# Palazzo della Pantanella

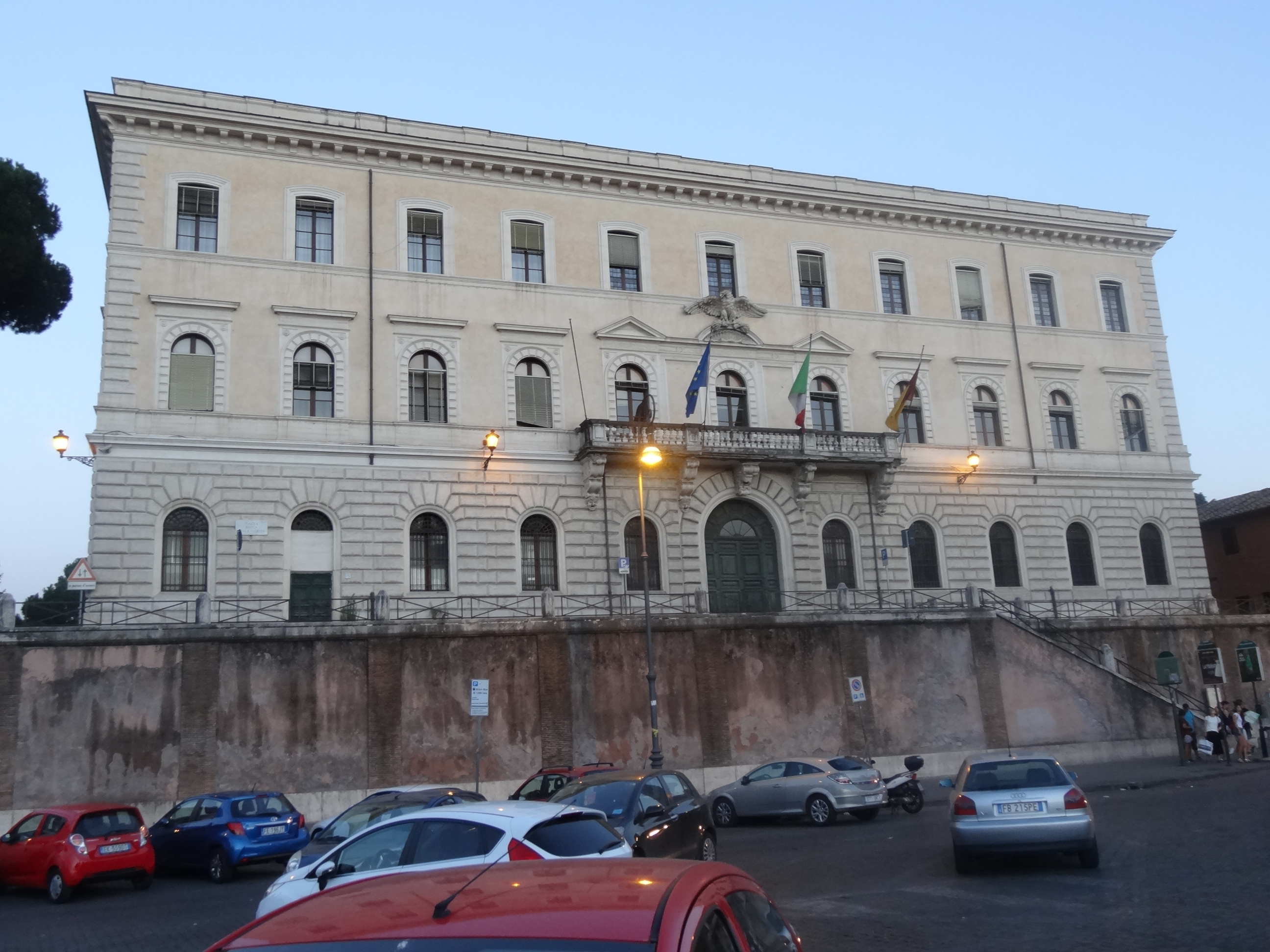
Vue sur le palais de la Piazza della Bocca della Verità.

Le Palazzo della Pantanella est un palais situé sur la Via dei Cerchi, dans le Rione Ripa à Rome, face à la célèbre Piazza della Bocca della Verità. 

## Histoire
Le palais a été construit entre 1878 et 1881 par Pio Scarselli  pour abriter les bureaux et les fours de la "Società dei Molini e Pastificio Pantanella", la première usine de Rome. À l'époque, toute la vallée du Cirque Maxime abritait encore plusieurs établissements industriels, dont une usine à gaz, grâce au vaste espace plat disponible, à la disponibilité de l'eau et à la proximité du Tibre  . 

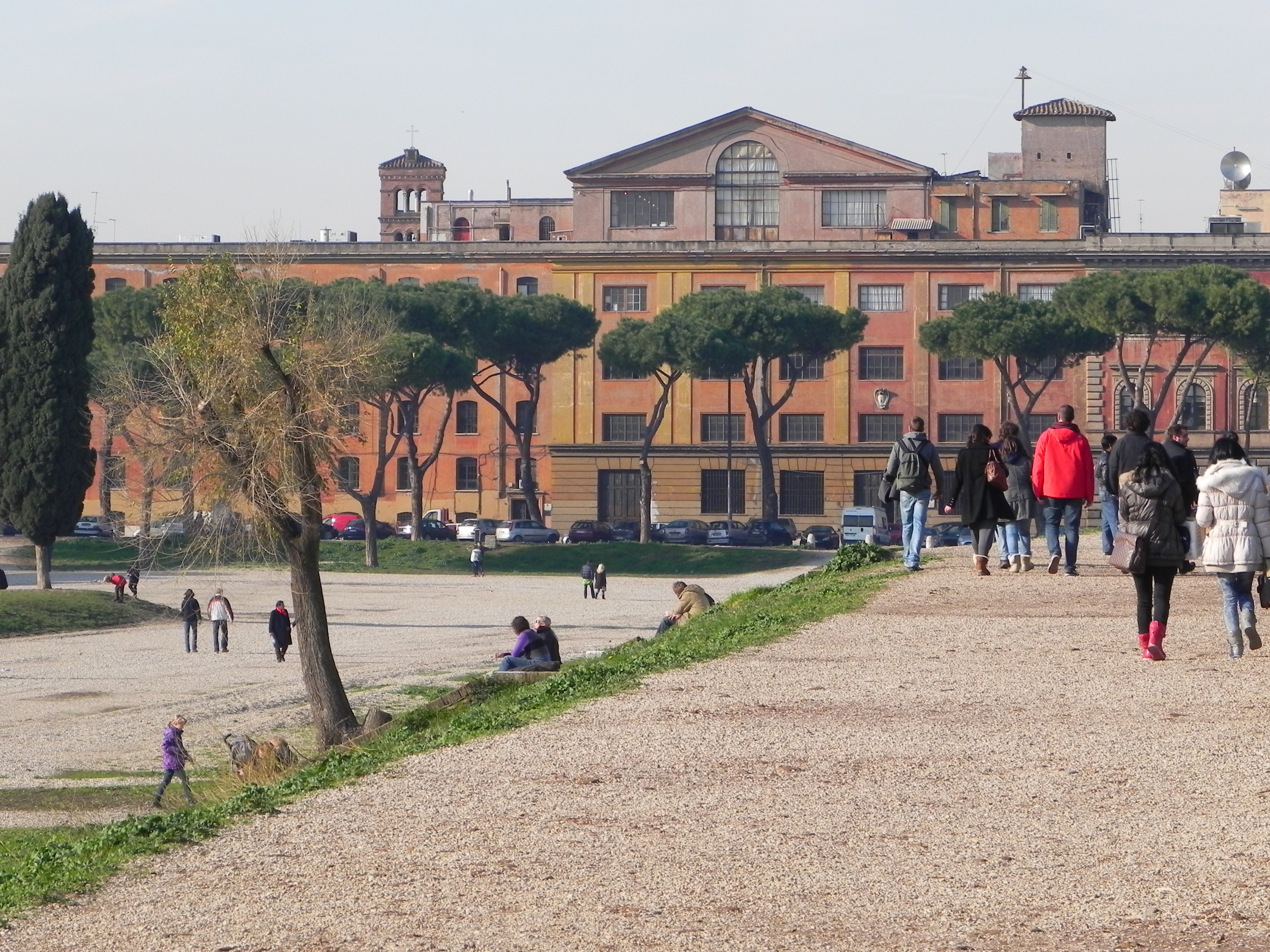
Façade face au Circus Maximus.

En 1929, Pantanella, qui appartenait alors à la Società dei Molini et au Magazzini Generali di Roma et refondée sous le nom de "Società molini e pastificio Pantanella", a déménagé au nouveau Pastificio Pantanella sur la Via Casilina, près de la Porta Maggiore. La mise en œuvre de la Via dei Cerchi a fait l'objet d'importants travaux de démolition et de re-systématisation dans la zone entre le Capitole, l'Aventin et le Ponte Testaccio, qui comprenaient, entre autres, la libération du secteur du Circus Maximus des bâtiments industriels et la récupération de bâtiments existants; au cours de ces travaux, le vaste Mithraeum du Circus Maximus (connu sous le nom de "Mithreum Pantanella") a été redécouvert. À cette époque, le siège de Pantanella a été restructuré pour accueillir le siège du Museo della città di Roma, ouvert le 21 avril 1930  . 
En 1939, après moins d'une décennie, le musée a été fermé à cause de la Seconde Guerre mondiale. En 1952, la collection a été transférée au Palazzo Braschi. Actuellement, le bâtiment principal abrite des bureaux de la Commune de Rome, tandis que les grands dépôts latéraux, face au Circus Maximus, abritent, depuis les années 1930, la Fondazione del Teatro dell'Opera di Roma, où ont été créés les scénarios des pièces et où plus de 60 000 pièces de vêtements sont préservés , . 
Dans les années 1970, comme la plupart des usines romaines, Pantanella a fait faillite et, après une période de négligence et de détérioration, la grande propriété a été acquise par Acqua Pia Antica Marcia, qui l'a restructurée et transformée pour un usage commercial et résidentiel  . 